# Roman Michalík
Roman Michalík   (Valašské Meziříčí, 2 de maig de 1974) és un antic pilot d'enduro txec de renom internacional. Al llarg de la seva carrera en va guanyar un Campionat del món de 125cc 2T (1998) i tres d'Europa, dos d'ells (els de 2006 i 2007) absoluts.

## Biografia
El seu pare, Vladimír (conegut com a Palič), era un pilot de motociclisme. Ja el 1985, a onze anys, Roman Michalík va ser campió nacional de vehicles de descens (els típics que es fan servir per a les "baixades d'andròmines"). Va debutar al Campionat del Món d'enduro el 1991 i el 1998 en va guanyar el títol en la categoria de 125 cc 2T. Aquell any també va guanyar el títol de campió d'Europa de la mateixa cilindrada i obtingué el premi "Casc d'Or" com a millor pilot de motociclisme de la República Txeca. Durant anys, va formar part de l'equip txec pel Trofeu als Sis Dies Internacionals d'Enduro. Els anys 2006 i 2007 va ser campió d'Europa d'enduro absolut i tot seguit es va retirar de la competició internacional, tot i que va seguir competint a la República Txeca i va participar també en curses d'automobilisme, com ara per exemple el Ral·li de Valàquia.
Actualment, Michalík viu a Krhová, al districte de Vsetín. Té estudis de mecànic d'instruments i equips de mesura i treballa a l'empresa familiar fundada pel seu pare, Moto Palič, dedicada a la importació i venda de subministraments per a motociclistes i de motocicletes de la marca Beta.

## Palmarès
- 1 Campionat del món d'enduro 125cc 2T (1998)
- 3 Campionats d'Europa:
  - 2 de classe E2 i Scratch (2006-2007)
  - 1 de 125cc 2T (1998)
- 1 Campionat d'Itàlia 125cc (1996)